# Каппель-ам-Альбіс
Каппель-ам-Альбіс (нім. Kappel am Albis) — громада  в Швейцарії в кантоні Цюрих, округ Аффольтерн.

## Географія
Громада розташована на відстані близько 90 км на схід від Берна, 17 км на південь від Цюриха.
Каппель-ам-Альбіс має площу 7,9 км², з яких на 8,3% дозволяється будівництво (житлове та будівництво доріг), 69,9% використовуються в сільськогосподарських цілях, 20,6% зайнято лісами, 1,2% не є продуктивними (річки, льодовики або гори).

## Демографія
2019 року в громаді мешкало 1221 особа (+33% порівняно з 2010 роком), іноземців було 17,5%. Густота населення становила 154 осіб/км².
За віковим діапазоном населення розподілялося таким чином: 25% — особи молодші 20 років, 61,2% — особи у віці 20—64 років, 13,8% — особи у віці 65 років та старші. Було 493 помешкань (у середньому 2,5 особи в помешканні).
Із загальної кількості 319 працюючих 56 було зайнятих в первинному секторі, 81 — в обробній промисловості, 182 — в галузі послуг.